# Tommy Smith
Tommy Smith (Macclesfield, 31 de marzo de 1990) es un futbolista inglés nacionalizado neozelandés que juega como defensor en el Braintree Town F. C. de la National League de Inglaterra.
Desempeñó la mayor parte de su carrera en Inglaterra, principalmente en el Ipswich Town, aunque también estuvo a préstamo en otros equipos de la Football League One y Conference Premier.
Aunque representó a Inglaterra en las categorías sub-17 y sub-18, representa a Nueva Zelanda en la selección absoluta. Con los All Whites disputó la Copa Mundial de 2010 y la Copa FIFA Confederaciones 2017 y obtuvo el tercer puesto en la Copa de las Naciones de la OFC 2012.

## Trayectoria
En 2007 firmó con el Ipswich Town un contrato profesional por tres años. En 2008, cerca del final de la temporada 2007-08, Smith no había realizado aún su debut con el primer equipo, por lo que fue dado a préstamo al Stevenage como reemplazo por lesión, aunque se extendió luego la cesión hasta el final de la temporada. Al regresar al Ipswich logró su debut con el club, en una derrota por 2-1 ante el Preston North End. Fue dado a préstamo nuevamente en 2010 al Brentford y en 2011 al Colchester United, ambos de la Football League One. Luego de firmar una extensión de dos años de su contrato en mayo de 2012 se volvió un jugador clave en la defensa del Ipswich Town. Tras varios años de ser uno de los principales titulares del elenco inglés, comenzó a perder protagonismo, por lo que a principios de 2018 decidió abandonar el club y firmar con el Colorado Rapids de la Major League Soccer estadounidense.
El 22 de noviembre de 2019, los rapids anunciaron que Smith no seguiría en el club. Tras la experiencia en Estados Unidos, regresó al fútbol inglés después de firmar en febrero de 2020 con el Sunderland A. F. C. hasta final de temporada. Abandonó el club una vez expiró su contrato el 29 de mayo sin jugar ningún partido. En agosto firmó por dos temporadas con el Colchester United F. C. tras haber pasado un tiempo a prueba.

## Selección nacional
Representó a Inglaterra en la Copa Mundial Sub-17 de 2007, y en la categoría Sub-18, pero se decantó por Nueva Zelanda para jugar en la selección absoluta. Representó a los Oly Whites, selección Sub-23 de Nueva Zelanda, en los Juegos Olímpicos de Londres 2012.
Con los All Whites disputó la Copa Mundial de Sudáfrica 2010, donde los Kiwis fueron el único equipo invicto, empatando en sus tres partidos por la fase de grupos. Portó la cinta de capitán en la Copa de las Naciones de la OFC 2012 y en los amistosos entre Honduras y El Salvador a principios de ese año por la lesión de Ryan Nelsen. Además, en el campeonato oceánico jugado en las Islas Salomón convirtió su primer gol internacional, ante Fiyi en la victoria por 1-0. Fue convocado para la Copa FIFA Confederaciones 2017, donde participó en los tres partidos que los neozelandeses disputaron.

#### Partidos y goles internacionales
| Partidos y goles internacionales | Partidos y goles internacionales | Partidos y goles internacionales    | Partidos y goles internacionales | Partidos y goles internacionales | Partidos y goles internacionales           | Partidos y goles internacionales |
| #                                | Fecha                            | Estadio                             | Rival                            | Resultado                        | Competición                                | Gol(es)                          |
| -------------------------------- | -------------------------------- | ----------------------------------- | -------------------------------- | -------------------------------- | ------------------------------------------ | -------------------------------- |
| 2010                             |                                  |                                     |                                  |                                  |                                            |                                  |
| 1                                | 3 de marzo                       | Estadio Rose Bowl, Pasadena         | México                           | 0 – 2                            | Amistoso                                   |                                  |
| 2                                | 24 de mayo                       | Melbourne Cricket Ground, Melbourne | Australia                        | 1 – 2                            | Amistoso                                   |                                  |
| 3                                | 29 de mayo                       | Hypo-Arena, Klagenfurt              | Serbia                           | 1 – 0                            | Amistoso                                   |                                  |
| 4                                | 1 de junio                       | Ljudski vrt, Maribor                | Eslovenia                        | 1 – 3                            | Amistoso                                   |                                  |
| 5                                | 15 de junio                      | Royal Bafokeng Stadium, Rustenburg  | Eslovaquia                       | 1 – 1                            | Copa Mundial de 2010                       |                                  |
| 6                                | 21 de junio                      | Mbombela Stadium, Nelspruit         | Italia                           | 1 – 1                            | Copa Mundial de 2010                       |                                  |
| 7                                | 25 de junio                      | Estadio Peter Mokaba, Polokwane     | Paraguay                         | 0 – 0                            | Copa Mundial de 2010                       |                                  |
| 2011                             |                                  |                                     |                                  |                                  |                                            |                                  |
| 8                                | 25 de marzo                      | Estadio Wuhan Sports Center, Wuhan  | China                            | 1 – 1                            | Amistoso                                   |                                  |
| 2012                             |                                  |                                     |                                  |                                  |                                            |                                  |
| 9                                | 29 de febrero                    | Mount Smart Stadium, Auckland       | Jamaica                          | 2 – 3                            | Amistoso                                   |                                  |
| 10                               | 23 de mayo                       | BBVA Compass Stadium, Houston       | El Salvador                      | 2 – 2                            | Amistoso                                   |                                  |
| 11                               | 26 de mayo                       | Estadio Cotton Bowl, Dallas         | Honduras                         | 1 – 0                            | Amistoso                                   |                                  |
| 12                               | 2 de junio                       | Estadio Lawson Tama, Honiara        | Fiyi                             | 1 – 0                            | Copa de las Naciones de la OFC 2012        | 1 (1)                            |
| 13                               | 4 de junio                       | Estadio Lawson Tama, Honiara        | Papúa Nueva Guinea               | 2 – 1                            | Copa de las Naciones de la OFC 2012        |                                  |
| 14                               | 6 de junio                       | Estadio Lawson Tama, Honiara        | Islas Salomón                    | 1 – 1                            | Copa de las Naciones de la OFC 2012        |                                  |
| 15                               | 8 de junio                       | Estadio Lawson Tama, Honiara        | Nueva Caledonia                  | 0 – 2                            | Copa de las Naciones de la OFC 2012        |                                  |
| 16                               | 10 de junio                      | Estadio Lawson Tama, Honiara        | Islas Salomón                    | 4 – 3                            | Copa de las Naciones de la OFC 2012        |                                  |
| 17                               | 7 de septiembre                  | Estadio Numa-Daly Magenta, Numea    | Nueva Caledonia                  | 2 – 0                            | Clasificación para la Copa Mundial de 2014 |                                  |
| 18                               | 11 de septiembre                 | Estadio North Harbour, Auckland     | Islas Salomón                    | 6 – 1                            | Clasificación para la Copa Mundial de 2014 |                                  |
| 19                               | 12 de octubre                    | Estadio Pater Te Hono Nui, Papeete  | Tahití                           | 2 – 0                            | Clasificación para la Copa Mundial de 2014 |                                  |
| 20                               | 16 de octubre                    | AMI Stadium, Christchurch           | Tahití                           | 3 – 0                            | Clasificación para la Copa Mundial de 2014 |                                  |
| 21                               | 14 de noviembre                  | Estadio Hongkou, Shanghái           | China                            | 1 – 1                            | Amistoso                                   |                                  |
| 2013                             |                                  |                                     |                                  |                                  |                                            |                                  |
| 22                               | 22 de marzo                      | Forsyth Barr Stadium, Dunedin       | Nueva Caledonia                  | 2 – 1                            | Clasificación para la Copa Mundial de 2014 | 1 (2)                            |
| 23                               | 5 de septiembre                  | Estadio Rey Fahd, Riad              | Arabia Saudita                   | 1 – 0                            | OSN Cup 2013                               |                                  |
| 24                               | 9 de septiembre                  | Estadio Rey Fahd, Riad              | Emiratos Árabes Unidos           | 0 – 2                            | OSN Cup 2013                               |                                  |
| 25                               | 15 de octubre                    | Hasely Crawford, Puerto España      | Trinidad y Tobago                | 0 – 0                            | Amistoso                                   |                                  |
| 26                               | 13 de noviembre                  | Estadio Azteca, México, D. F.       | México                           | 1 – 5                            | Clasificación para la Copa Mundial de 2014 |                                  |
| 27                               | 20 de noviembre                  | Westpac Stadium, Wellington         | México                           | 2 – 4                            | Clasificación para la Copa Mundial de 2014 |                                  |
| 2014                             |                                  |                                     |                                  |                                  |                                            |                                  |
| 28                               | 14 de noviembre                  | National Stadium, Nanchang          | China                            | 1 – 1                            | Amistoso                                   |                                  |
| 29                               | 18 de noviembre                  | 80th Birthday Stadium, Korat        | Tailandia                        | 0 – 2                            | Amistoso                                   |                                  |
| 2017                             |                                  |                                     |                                  |                                  |                                            |                                  |
| 30                               | 25 de marzo                      | Churchill Park, Lautoka             | Fiyi                             | 2 – 0                            | Clasificación para la Copa Mundial de 2018 |                                  |
| 31                               | 28 de marzo                      | Westpac Stadium, Wellington         | Fiyi                             | 2 – 0                            | Clasificación para la Copa Mundial de 2018 |                                  |
| 32                               | 2 de junio                       | Windsor Park, Belfast               | Irlanda del Norte                | 0 – 1                            | Amistoso                                   |                                  |
| 33                               | 17 de junio                      | Zenit Arena, San Petersburgo        | Rusia                            | 0 – 2                            | Copa FIFA Confederaciones 2017             |                                  |
| 34                               | 21 de junio                      | Estadio Olímpico, Sochi             | México                           | 1 – 2                            | Copa FIFA Confederaciones 2017             |                                  |
| 35                               | 25 de junio                      | Zenit Arena, San Petersburgo        | Portugal                         | 0 – 4                            | Copa FIFA Confederaciones 2017             |                                  |
| 36                               | 11 de noviembre                  | Westpac Stadium, Wellington         | Perú                             | 0 – 0                            | Clasificación para la Copa Mundial de 2018 |                                  |

## Clubes
| Club                                 | País           | Año       |
| ------------------------------------ | -------------- | --------- |
| Ipswich Town F. C.                   | Inglaterra     | 2007-2018 |
| Stevenage F. C. (a préstamo)         | Inglaterra     | 2008      |
| Brentford F. C. (a préstamo)         | Inglaterra     | 2010      |
| Colchester United F. C. (a préstamo) | Inglaterra     | 2011      |
| Colorado Rapids                      | Estados Unidos | 2018-2019 |
| Sunderland A. F. C.                  | Inglaterra     | 2020      |
| Colchester United F. C.              | Inglaterra     | 2020-2023 |
| Milton Keynes Dons F. C.             | Inglaterra     | 2023-2024 |
| Macarthur F. C.                      | Australia      | 2024      |
| Auckland F. C.                       | Nueva Zelanda  | 2024-2025 |
| Braintree Town F. C.                 | Inglaterra     | 2025-     |

## Palmarés

### Títulos internacionales
| Título                         | Equipo        | País         | Año  |
| ------------------------------ | ------------- | ------------ | ---- |
| Copa de las Naciones de la OFC | Nueva Zelanda | Fiyi Vanuatu | 2024 |